# Bottegia spectabilis
Bottegia spectabilis är en skalbaggsart som beskrevs av Raffaello Gestro 1895. Bottegia spectabilis ingår i släktet Bottegia och familjen långhorningar. Inga underarter finns listade.